# Wera Frydtberg
Wera Frydtberg (* 11. August 1926 in Freiburg im Breisgau; † 16. Juni 2008 in München), gebürtig Wera Friedberg, verheiratet Wera Urbach, auch bekannt als Vera Friedtberg, war eine deutsche Bühnen- und Filmschauspielerin.

## Leben
Die Tochter eines Arztes besuchte das Realgymnasium und nahm anschließend Schauspielunterricht bei Alfred Neugebauer in Wien. Sie stand dort ab 1949 in zahlreichen Theatern auf der Bühne, darunter das Akademietheater und das Kosmos Theater. Von 1959 bis 1962 agierte sie am Theater in der Josefstadt. Ab 1953 gab sie Gastspiele am Renaissance-Theater in Berlin, der Komödie Berlin, an der Kleinen Komödie in München, an der Komödie Düsseldorf, am Theater Die Kleine Freiheit München und bei den Schlosspark-Spielen Wiesbaden. Sie unternahm zahlreiche Tourneen
Seit 1951 spielte sie in über 30 Filmen und ebenso vielen Fernsehspielen. Einem größeren Publikum wurde sie hauptsächlich durch ihre Filmrollen in Ich denke oft an Piroschka (1955) und Wir Wunderkinder (1958) bekannt. Sie war verheiratet mit dem Emigranten und amerikanischen Offizier Otto Urbach (1913–1976) und war Mutter der Historikerin Karina Urbach. Sie ruht auf dem Friedhof in Überlingen.

## Filmografie (Auswahl)
- 1952: Vater braucht eine Frau
- 1953: Einmal keine Sorgen haben
- 1953: Unter den Sternen von Capri
- 1954: Flash Gordon (Fernsehserie, 1 Folge)
- 1954: Das Kreuz am Jägersteig
- 1954: Die tolle Lola
- 1954: Sie
- 1955: Ich denke oft an Piroschka
- 1955: Das Forsthaus in Tirol
- 1955: Ihr erstes Rendezvous
- 1956: Hurra – die Firma hat ein Kind
- 1957: Der Etappenhase
- 1957: Die große Chance
- 1958: Wenn die Bombe platzt
- 1958: Der Pauker
- 1958: Wir Wunderkinder
- 1958: Meine 99 Bräute
- 1959: Die feuerrote Baronesse
- 1960: Der Vogelhändler
- 1961: Musik ist Trumpf
- 1961: Das Land des Lächelns
- 1963: Mit besten Empfehlungen
- 1963: Sing, aber spiel nicht mit mir
- 1964: Sechs Stunden Angst (TV)
- 1964: Sie schreiben mit – Ein schwarzer Tag (TV-Serie)
- 1965: Sie schreiben mit – Aus heiterem Himmel (TV-Serie)
- 1965: Gewagtes Spiel – Über 70 mal (TV-Serie)
- 1966: Geld kennt keine Grenzen
- 1967: Der Zug der Zeit (TV)
- 1967: Der Tag, an dem die Kinder verschwanden (TV)
- 1970: Beiß mich, Liebling
- 1972: Der Kommissar – Traum eines Wahnsinnigen
- 1973: Der Kommissar – Der Tod von Karin W.
- 1974: Preussenkorso Nr. 17 (TV)
- 1974: Hamburg Transit – Ein dankbares Opfer
- 1975: PS – Geschichten ums Auto
- 1975: Eurogang – Die letzte Lieferung
- 1975: Mein Onkel Theodor
- 1992: Neptun und Isolde (TV)
- 2006: München 7